# ジョゼフ・アンドリュース

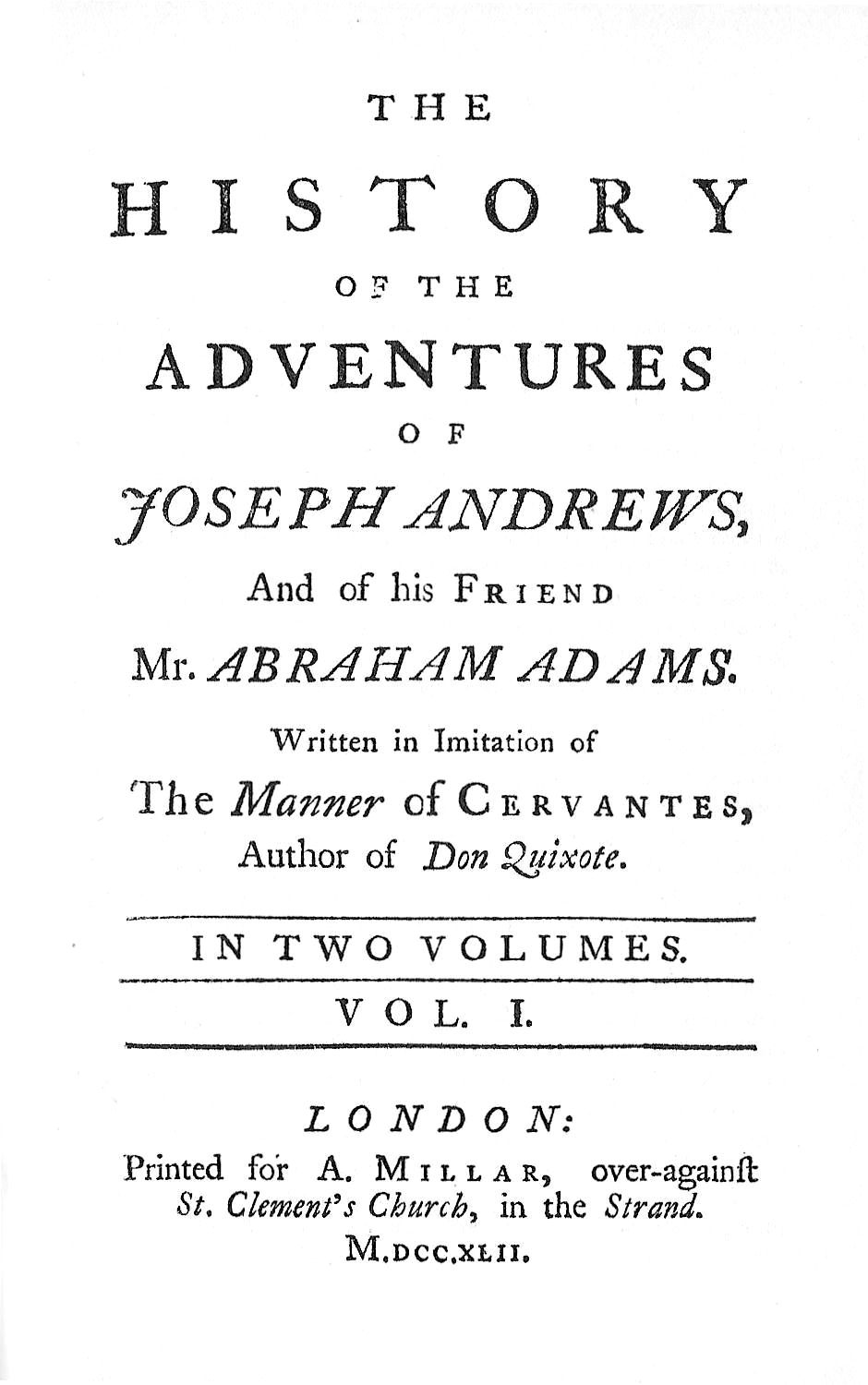

『ジョセフ・アンドリューズ』（ジョウゼフ・アンドルーズ、Joseph Andrews もしくは The History of the Adventures of Joseph Andrews and of His Friend Mr. Abraham Adams）は、イギリスの小説家ヘンリー・フィールディングの小説。1742年に発表。
主人公のジョゼフはサミュエル・リチャードソン作『パミラ』のヒロインの弟という設定で、姉と同じように奉公先の女主人から迫られた挙句追い出されるが、その後の冒険は『パミラ』とは、だいぶ様変わりする。

## あらすじ
パメラ・アンドリューズの弟ジョゼフは、姉の結婚相手ブービー氏(Booby)のおじ夫婦の元に奉公に出ていたが、当主のトマス・ブービー(Thomas Booby)が死ぬとすぐ、ブービー夫人(Lady Booby)の求愛を受けてしまう。ジョゼフはそれを拒絶し、ブービー夫人はやはりジョゼフに横恋慕する小間使スリップスロップの口添えもあり、ジョゼフを屋敷から追放してしまう。旅に出たジョゼフは、牧師エイブラハム・アダムズ、愛するファニーと共に苦難を乗り越え、無事ブービー屋敷に帰還する。そこで自分とファニーの秘密を知り、最後は姉の助けもあってファニーと無事結婚する。

## 登場人物
ジョゼフ・アンドリューズ (Joseph Andrews)
本作品の主人公。21歳。見目麗しい外見と敬虔で正しい心を持つが、その美男子ぶりが禍してブービー夫人に言い寄られることになる。ファニーを心から愛している。
ファニー (Fanny)
トマス・ブービー氏の屋敷がある村に住んでいる少女。ジョゼフより2歳年下の19歳。ジョゼフとは幼馴染であり、外には出さないが彼と相思相愛である。彼が追放されたと聞いて彼を探しに村を飛び出してしまう。孤児であり、幼いときにサー・ジョンの屋敷に売られたが、スリップスロップによって追い出されてしまい、今は農家の家に引き取られている。むっちり型の美人で、美しさ故に何度か危険な目に遭う。
エイブラハム・アダムズ牧師 (Parson Abraham Adams)
ファニーが住む教区の副牧師。50歳。貧乏だが、その教養は深く、自分で筆写したアイスキュロス（ギリシャ語の原文）を持ち歩くほどである。腕っぷしも強く、杖で悪漢をのせるほど。また、キリスト教を深く信じ、いつでもジョゼフを諭すことも忘れない。とはいえ、その世俗離れした言動はしばしば読者の笑いを誘わずにはいられない。かなりの健忘症でもあり、そのせいで一行を問題に巻き込むことも。妻との間に6人子供がいる。末っ子の名前はジャック(Jack)、他にディック(Dick)という息子がいることが分かる。
ブービー夫人 (Lady Booby)
ジョゼフが奉公している屋敷の女主人。ロンドンと田舎に屋敷を持っている。夫トマスを亡くしてからジョゼフに言い寄るようになる。プライドが高く、傲慢。甥はジョゼフの姉のパミラと結婚している。
スリップスロップ (Madam Slipslop)
ブービー夫人に仕える小間使い。上流社会に憧れる中流階級。convinced（確信している）をconvicted（判決が下された）、insult（侮辱）をresult（結果）と言うなど、難しい言葉を使おうとしておかしな言い間違いを犯す（マラプロピズム）。ジョゼフに横恋慕し、ファニーとの仲を裂こうとする。
ウィルソン (Wilson)
金に困るジョゼフ一行が宿を借りた家の主。波乱に満ちた半生の後、遠い親戚のハリエット・ハーティ(Harriet Hearty)と結ばれる。今は妻と2人の娘と隠遁生活を送っている。長男もいたが、20年ほど前にジプシーにさらわれてしまった。
パミラ・アンドリューズ (Pamela Andrews)
ジョゼフの姉であり、『パミラ』の主人公。弟の危機を手紙で知り、夫ブービー氏と共に屋敷に駆けつける。
レオノーラ (Leonora)
アダムズと馬車に同乗した貴婦人の語る物語に登場する女性。ホレイショー(Horatio)という恋人がいたが、ベラマイン(Bellarmine)というフランス帰りの洒落者に心変わりをしたため、凄腕の不幸に見舞われることになる。

## 日本語訳
- 朱牟田夏雄訳 『ジョウゼフ・アンドルーズ』 岩波文庫（全2巻）、2009年
旧版は『スウィフト　フィールディング　世界の文学』
前者は「ガリバー旅行記」 中野好夫訳。中央公論社、1966年、新装版1994年